# 1916 (album)
Albums de Motörhead
Rock 'n' Roll
(1988) March ör Die
(1992)
1916 est le neuvième album studio du groupe de heavy metal britannique Motörhead. L'album est sorti 26 février 1991 sous le label WTG Records. C'est le dernier véritable album du groupe avec Phil Taylor comme batteur, même s'il joue sur un seul morceau de l'album suivant, March ör Die.
L'album parle principalement des tueries et des atrocités de la Première Guerre mondiale. Il peut donc être considéré comme un album-concept. Il a été produit par Ed Stasium (pistes 3,4 et 6) et Peter Solley qui s'est occupé également du mixage.
1916 est le premier album où Motörhead incorpore des claviers ainsi que du violoncelle sur le titre éponyme.
Le titre R.A.M.O.N.E.S est un hommage au groupe de punk rock The Ramones. Ce titre a été repris plus tard par le chanteur Wednesday 13 dans son album Fang Bang en tant que titre supplémentaire.
Going to Brazil est influencé par le chanteur Chuck Berry dont Lemmy est un fan de toujours, et ce titre sera régulièrement joué tout au long des prestations du groupe.
Cet album atteint la 16e place des charts et marque le retour en forme du groupe, succès récompensé par une nomination aux Grammy Award pour la meilleure performance métal de l’année (finalement remportée par le groupe Metallica qui cite régulièrement Motörhead comme source d'inspiration).

## Liste des titres
1. The One to Sing the Blues – 3:07
2. I'm So Bad (Baby I Don't Care) – 3:13
3. No Voices in the Sky – 4:12
4. Going to Brazil – 2:30
5. Nightmare/The Dreamtime – 4:40
6. Love Me Forever – 5:27
7. Angel City – 3:57
8. Make My Day – 4:24
9. R.A.M.O.N.E.S. – 1:25
10. Shut You Down – 2:41
11. 1916 – 3:45

## Composition
- Lemmy : chant - basse
- Phil Campbell : guitare
- Würzel : guitare
- Phil "Philthy Animal" Taylor : batterie
- James Hoskins : violoncelle sur la piste 11